# Camila Ayelén Duarte
Camila Ayelén Duarte (Burzaco, Provincia de Buenos Aires, Argentina; 3 de octubre de 2005) es una futbolista argentina y ex presidiaria.  Juega de defensora en River Plate de la Primera División Femenina de Argentina.

## Trayectoria

### Inicios
Empezó a jugar a los 8 años. Disputó con varones una liga masculina con el club "Los Eucaliptus". Luego en 2018 llega a Club Camioneros al equipo de fútsal femenino.

### River Plate
Desde 2019 forma parte del millonario, jugó en la categoría Sub-14 y Sub-16. Fue campeona de la Liga de Desarrollo AFA en 2022 con la Sub-16.
Desde 2021 juega en la reserva de La Banda y en el año 2022 fue campeona del Campeonato de Reserva del Fútbol Femenino, anotó un gol ante Comunicaciones en la goleada 7-0.
Para la segunda mitad de 2022 es parte de la lista del elenco riverplatense de primera división con el dorsal 32. Su debut en primera se dio el 12 de septiembre de 2022 ante Comunicaciones, en la goleada 0-6 de su equipo en calidad de visitante por la fecha 19 del Campeonato 2022.

## Estadísticas

### Clubes
| Club                   | País      | Año             |
| ---------------------- | --------- | --------------- |
| River Plate (reserva)* | Argentina | 2019 - presente |
| River Plate*           | Argentina | 2022 - presente |

(*) Participa tanto en la reserva como en el primer equipo.

## Selección nacional
En 2019 y 2021 fue convocada a las Selección Argentina Sub-17. En junio y septiembre de 2020 fue parte del combinado Sub-20. También participó del seleccionado Sub-20 de fútsal en 2019.